# Василе Барба
Василе Барба (на арумънски: Vasile Barba) е германски учен и арумънски общественик.

## Биография
Барба е роден през 1918 година във влашкото паяшко село Голема Ливада, Гърция. Емигрира в Румъния и се установява като колонист в Узундже орман, Южна Добруджа. Завършва лицея „Георге Шинкай“ в Букурещ и право в Букурещкия университет. Преди национализацията през 1948 г. има дъскорезница, която баща му построява в Биказ, а след това е банков инспектор в Сибиу и Брашов. От 1953 до 1983 година живее и преподава в Брашов във Факултета по горско стопанство и индустрия.
Барба емигрира в Германия, заедно със съпругата си, която е германка, и във Фрайбург основава Съюз на арумънския език и култура. Съюзът се бори за запазване на арумънската култура в Европа, организира международни конгреси и издава списанието на арумънски език „Зборлу а Ностру“. Барба е подпомаган от Европейска фондация „Драган“ на Константин Драган, един от най-верните хора на лидера на Желязната гвардия Константин Папаначе. От Фрайбург Барба популяризира теорията, че арумъните са различни от румънците и речта им е независима и арумънският език не е сред четирите диалекта на старорумънския език – версия, поддържана от Румънската академия.
През 1982 година Барба публикува в Румъния много текстове на арумънски с немски превод.
Василе Барба умира през 2007 година във Фрайбург на 89-годишна възраст.